# Trường Trung học phổ thông Hậu Lộc 2
Trường Trung Học Phổ Thông Hậu Lộc 2 là một trường phổ thông công lập trên địa bàn Huyện Hậu Lộc, Tỉnh Thanh Hóa.

## Lịch sử
Trường được tách ra là phân hiệu 1 của Trường THPT Hậu lộc 1 năm 1984 và được thành lập theo Quyết định số 713-TC/UBND ngày 2 tháng 6 năm 1984 của Chủ tịch UBND tỉnh Thanh Hóa. Địa điểm đặt trường tại Xã Thuần Lộc, Huyện Hậu Lộc, Tỉnh Thanh Hóa. Quy mô đào tạo của trường  gồm 33 lớp học, 1282 học sinh.

## Thành tích nổi bật
Năm 2006, trường THPT Hậu Lộc 2 là trường THPT đầu tiên của Huyện Hậu Lộc được công nhận trường chuẩn quốc gia.
Trường đạt Huân Chương Lao Động hạng Ba năm 2007. Tại lễ kỉ niệm 30 năm thành lập trường (9/11/2014), ông Phạm Đăng Quyền đã trao tặng Huân chương lao động hạng Nhì cho trường.